# Terry de la Mesa Allen

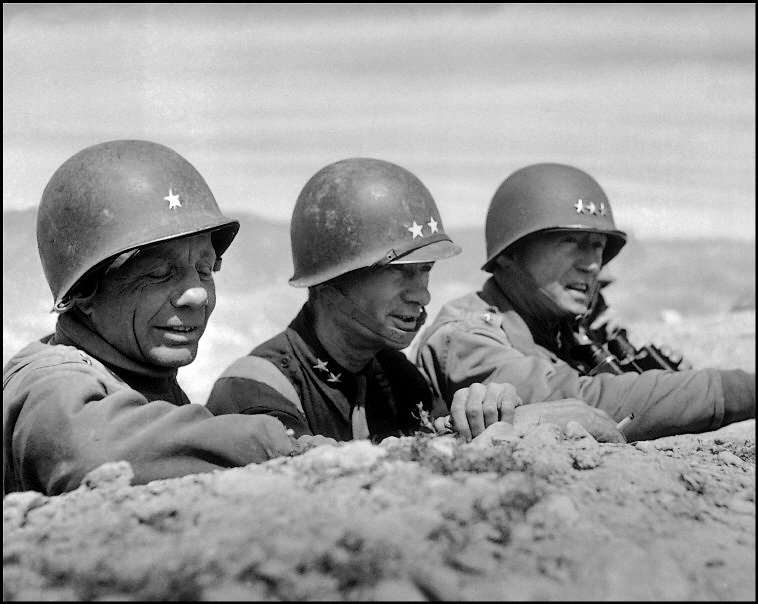
Terry de la Mesa Allen zwischen Theodore Roosevelt junior (l.) und George S. Patton (r.)

Terence „Terry“ de la Mesa Allen (* 1. April 1888 in Fort Douglas, Utah; † 12. September 1969 in El Paso, Texas) war ein US-amerikanischer Generalmajor im Zweiten Weltkrieg und Polospieler.

## Werdegang
Allen war der Sohn von Oberst Samuel Edward Allen (1858–1926) und dessen Frau Conchita Alvarez De La Mesa Allen (1863–1946). Er wuchs in verschiedenen Militärstandorten auf, an welchen sein Vater stationiert war. Später begann er ein Studium an der United States Military Academy in West Point, das er allerdings wegen mangelnder Leistungen nicht abschließen konnte. Danach schrieb er sich für ein Studium an der Katholischen Universität von Amerika in Washington, D.C. ein. Nach seinem nun erfolgreichen Abschluss folgte er dem Beispiel seines Vaters und begann eine militärische Laufbahn in der United States Army. Dabei stieg er im Lauf der Jahrzehnte bis zum Zwei-Sterne-General (General Major) auf.
Am 30. November 1912 wurde Allen Leutnant in einer Kavallerieeinheit. Er war zunächst in Fort Myer in Virginia und dann in Eagle Pass in Texas stationiert. Dort gehörte er zu den Einheiten, die die Grenze zu Mexiko kontrollierten. Bis Mai 1917 hatte er den Rang eines Hauptmanns erreicht. Während des Ersten Weltkriegs gehörte Allen als Bataillonskommandeur dem 358th Infantry Regiment an, das im August 1917 aufgestellt wurde und Teil der 90. Infanterie-Division war. In der Folge nahm er im September 1918 an der Schlacht von St. Mihiel teil. Anschließend war er auch an der Maas-Argonnen-Offensive beteiligt.
Bei den Olympischen Spielen 1920 in Antwerpen gewann Allen mit der US-amerikanischen Polomannschaft die Bronzemedaille.
Terry Allen gehörte bis 1920 den Besatzungstruppen in Deutschland an. In diesem Jahr wurde er zum regulären Major in der Army befördert. In den folgenden Jahren setze er seine militärische Laufbahn bei verschiedenen Einheiten landesweit fort. Gleichzeitig absolvierte er aber auch Weiterbildungskurse wie zum Beispiel die United States Army Cavalry School, das Command and General Staff College, die United States Army Infantry School und 1935 das United States Army War College. Im August 1935 wurde er zum Oberstleutnant befördert. Anschließend wurde er Lehrer an der Army Cavalry School in Fort Riley in Kansas.
Am 1. Oktober 1940 wurde Terry Allen von Stabschef George C. Marshall unter Überspringung des Dienstgrads eines Obersts zum Brigadegeneral befördert. Er leitete zunächst die 3. Brigade der 1. Kavalleriedivision. Im April 1941 war er auch Kommandeur der 2. Kavallerie-Division. Dann wurde er stellvertretender Kommandeur der 36. Infanteriedivision. Diese bestand vorwiegend aus Soldaten der Army National Guard aus Texas. Für wenige Tage war er vom 30. Juni bis zum 4. Juli 1942 auch kommissarischer Befehlshaber der 4. Infanterie-Division. Zwischen Mai 1942 und August 1943, also während des Zweiten Weltkriegs, kommandierte Allen die 1. Infanteriedivision. Mit dieser Einheit war er unter anderem in Nordafrika und Sizilien eingesetzt.
Am 7. August 1943 übergab Terry Allen das Kommando über die 1. Infanteriedivision an General Major Clarence R. Huebner. Allen kehrte zunächst in die Vereinigten Staaten zurück, wo er das Kommando über die 104. Infanterie-Division übernahm. Diese Einheit wurde auch unter dem Namen Timberwolf Division bekannt. Die Division wurde zunächst an verschiedenen Standorten in den USA ausgebildet und dann nach Frankreich verlegt, wo sie am 7. September 1944 ankam und in das Kriegsgeschehen eingriff. In der Folge marschierte Allens Einheit zusammen mit anderen Kampfverbänden der alliierten Streitkräfte ostwärts Richtung deutscher Grenze. Dabei wurde der Westwall durchbrochen und bis zum Rhein vorgestoßen. Anschließend nahm die 104. Infanteriedivision auch an den Gefechten der Schlacht um den Ruhrkessel teil. Da der inzwischen zum Generalmajor beförderte Allen schon früh Nachtangriffe bevorzugte, wurde diese Taktik auch während des Vormarsches seiner Division angewendet. Im Verlauf des Feldzuges erlitt die Division auch schwere Verluste. So fielen 971 Soldaten und über 3600 wurden verletzt. Im Juli 1945 kehrte die Einheit, immer noch unter Allens Kommando, zurück in die USA, wo sie 1946 inaktiviert wurde. Am 31. August 1946 ging Terry Allen in den Ruhestand.
In den folgenden Jahren blieb Terry Allen noch gesellschaftlich aktiv. Er war zeitweise in der Versicherungsbranche in El Paso tätig und er engagierte sich in einigen Veteranenorganisationen. Im Oktober 1967 fiel sein Sohn Terry de la Mesa Allen Jr. im Vietnamkrieg. In der Folge verschlechterte sich auch sein Gesundheitszustand. Der auch unter dem Spitznamen Terrible Terry bekanntgewordene General starb am 12. September 1969 in El Paso in Texas. Anschließend wurde er mit allen militärischen Ehren auf dem Fort Bliss National Cemetery beigesetzt. Er war seit 1928 mit Mary Frances Robinson (1907–1978) verheiratet.
Im Lauf seiner militärischen Laufbahn erhielt Terry De La Mesa Allen sr. unter anderem folgende Orden und Auszeichnungen:
- Army Distinguished Service Medal
- Silver Star
- Legion of Merit
- Purple Heart
- Mexican Border Service Medal
- World War I Victory Medal
- Army of Occupation of Germany Medal
- American Defense Service Medal
- American Campaign Medal
- European-African-Middle Eastern Campaign Medal
- World War II Victory Medal
- Army of Occupation Medal
- Order of the Bath (Großbritannien)
- Orden der Ehrenlegion (Frankreich)
- Croix de guerre (Frankreich)
- Suworow-Orden (UdSSR)